# 趙李橋戰鬥
趙李橋戰鬥發生於民國十年（1921）8月3日－5日，地點則是在中國湖南省趙李橋一帶。是北洋政府時期內戰之一，也是湘鄂戰爭的一部份。
交戰兩方為湖南軍閥魯滌平所指揮的湖南陸軍第二師及直系軍閥孫傳芳所指揮的陸軍第十八師。在魯滌平持續一星期的強攻下，該役十八師受到嚴重損失，一度從趙李橋撤退，孫傳芳在8月5日指揮增援的陸軍第二師逆襲，但十八師的戰力因耗損過鉅無法確保防線，在同日撤退至湖北蒲圻。